# 長谷川戍吉
長谷川 戍吉（はせがわ じゅきち、1868年7月7日（慶応4年5月18日） - 1907年（明治40年）1月21日）は、日本の陸軍軍人。日露戦争において騎兵挺進隊隊長を務めた、いわゆる長谷川挺進隊の指揮官である。戦後旧部下の不祥事が原因で自決した。最終階級は陸軍騎兵少佐。

## 生涯

### 生誕から上京
父は会津藩藩士長谷川信吉である。信吉は禄高十三石四人扶持の武具役所勤めであった。長谷川が誕生した際、すでに長兄の丑吉が白河の戦いで討死しており、長谷川が跡を継いだ。戦後に斗南藩三戸郡門前村に移住したが、1873年（明治6年）に 会津本郷に戻った。陶芸家の弟子となり、旧藩校日新館を再興した私立日新館（現会津高校）に進むが退校。単独で上京し山川浩家の家僕となる。長谷川は旧藩主松平容大としばしば行を共にした。

### 陸軍軍人
教導団から士官学校に進み、1期生として卒業、 1890年（明治23年）7月29日の官報によると、陸軍士官学校第1期を騎兵科8番/17名で卒業している。士官学校ではドイツ語を履修したが、独学で中国語、ロシア語を学んでいる。長谷川は騎兵科の将校となり、近衛師団の弾薬大隊縦列長を務める中尉として日清戦争に出征した。清国上陸後に台湾へ向かい、基隆攻撃ほか数度の戦闘に参加した。戦後に参謀本部出仕となり、以後第九師団などで参謀配置につく。陸軍大学校出身ではない長谷川の参謀への補職は田村怡与造の信頼を得たためであった。

### 日露戦争

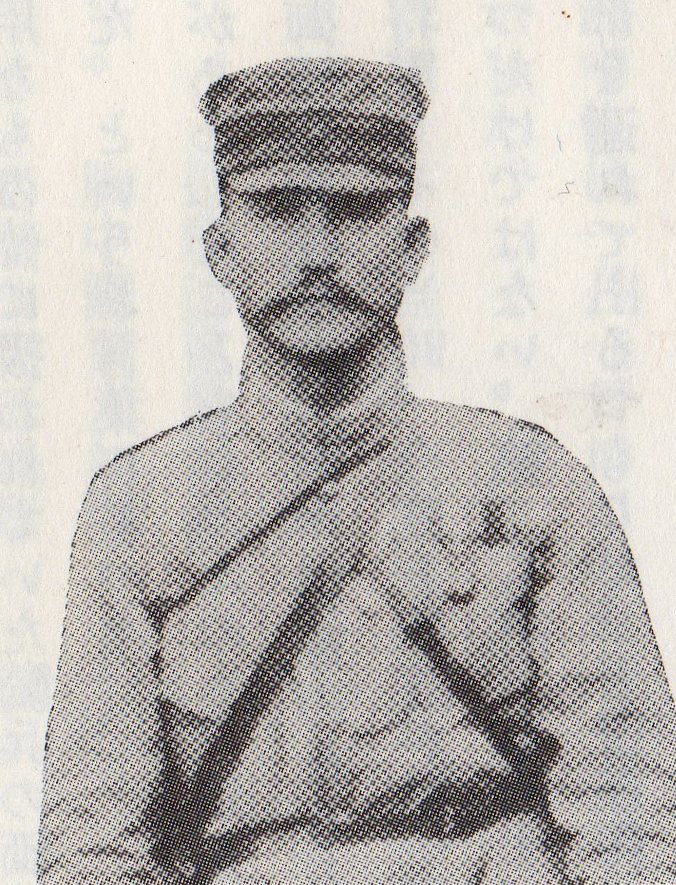
第一挺進隊指揮官永沼秀文。のち中将。

騎兵第十四連隊（豊辺新作連隊長）附の少佐として日露戦争に出征し、騎兵第一旅団縦列長として輜重任務に就いた。この間得利寺の戦い、大石橋の戦いなど8度の戦闘に参加した。
1904年（明治37年）12月25日、秋山好古は騎兵第八連隊長永沼秀文中佐を指揮官とする騎兵挺進隊の派遣を命令する。『日本騎兵八十年史』によれば、騎兵挺進隊とは「小部隊で主力から遠く離れ敵の後方に行動し、主要施設の破壊や司令部等の襲撃に任ずる部隊」である。長谷川はこの永沼挺進隊への参加を秋山に願ったが許されなかった。長谷川は永沼に脱走して参加することを打ち明けたが諌められている。しかしミシチェンコ騎兵団南下の事態を受けて秋山は第二挺進隊を編成し、長谷川はその隊長に選ばれた。永沼挺進隊は第八騎兵連隊を主体とした178名からなり、1905年（明治38年）1月9日に出撃し、長谷川挺進隊は騎兵第六、第九、第十三、第十四の各連隊から選抜した総員107名で、1月19日に創台子を出撃した。
長谷川挺進隊は鉄道橋の爆破を一つの目的としていたが、この目的は達することができなかった。しかし2月18日には張家湾（長春北方）停車場北方の線路、通信線の爆破に成功する。挺進隊は北上を続け22日には第二松花江を渡河した社裡站においてロシア軍兵站部隊の襲撃に成功した。この攻撃後の3月8日、長谷川は疲労が激しい人馬を帰還の途につかせ、自らは36名を率いて鉄道橋爆破を目指した。その翌日に昌図の北方においてロシア騎兵数百と戦闘となり、ロシア側が徒歩展開に移ったのを機に脱出した。同月11日に永沼挺進隊から奉天会戦の情報がもたらされ、長谷川挺進隊は同月19日に帰還した。
長谷川挺進隊の作戦行動は期間62日、行動距離は1600km以上にわたり、長谷川は奥保鞏第二軍司令官から感状を授与されている。長谷川挺進隊、永沼挺進隊の行動は、ロシア満州軍総司令官アレクセイ・クロパトキンをして日本騎兵の捜索、橋、鉄道の警備に騎兵第四師団などの兵力を割かしめることとなり、奉天会戦における第三軍（乃木希典司令官）の行動を容易にする効果があった。

### 自決
戦後に騎兵第十八連隊長に補され、満州公主嶺に所在していた。長谷川は戦中に落馬した際に頭部を負傷しており、公主嶺の寒気は治療には適していなかった。このため医師の勧めに従って熱海に赴いたが、滞在中に連隊で某事件が発生した。長谷川は帰任したが、ほどなく死去している。長谷川と親しかった木村平太郎、内田広徳（ともに陸軍少将）は、その死因について「知る所なし」、「審らかにせず」と述べているが、実際は以前副官であった者の金銭上の不正を原因とする割腹自決であった。長谷川の自決は、この元部下の不祥事のため授与を辞退していた金鵄勲章が届いた後のことである。

## 軍歴
- 1886年（明治19年）12月 – 教導団入団
- 1887年（明治20年）12月 – 士官候補生
- 1888年（明治21年） - 士官学校入校
- 1890年（明治23年）7月 – 卒業、近衛騎兵大隊附
- 1891年（明治24年） - 騎兵少尉

軍務局副課員心得
蹄鉄学舎教官兼獣医学校教官心得
- 1893年（明治26年） - 騎兵中尉
- 1894年（明治27年）

1月 - 士官学校生徒隊附
12月 – 近衛師団弾薬大隊縦列長
- 1895年（明治28年）8月 – 騎兵大尉、近衛騎兵大隊中隊長
- 1898年（明治31年） - 参謀本部出仕
- 1900年（明治33年） - 第九師団参謀
- 1901年（明治34年）

3月 - 台湾守備混成旅団参謀
11月 - 騎兵第三連隊長心得
- 1902年（明治35年）

3月 - 騎兵少佐、騎兵第三連隊長
6月 – 停職
10月 – 騎兵第十四連隊附
- 1905年(明治38年）1月 - 特別任務第二挺進隊長
- 1906年（明治39年）12月 - 騎兵第十八連隊長
- 1907年（明治40年）1月 – 自決 法名は澄浄院殿信誉義幹大居士[3]

## 栄典
- 勳六等単光旭日章（日清戦争の功）
- 勳五等瑞宝章（台湾南部騒擾の功）
- 勳四等旭日小綬章（日露戦争の功）
- 功三級金鵄勲章（日露戦争の功）
- 正六位[9]